# Luigi Paulini
Luigi Paulini (* 20. September 1862 in Formeasso, Zuglio; † 22. Februar 1945 in Portogruaro) war ein italienischer römisch-katholischer Geistlicher.
1887 trat er in ein Priesterseminar in Mailand ein, verließ es aber wieder, da sein linkes Auge erblindete.
Paulini erhielt einen Dispens und konnte daher trotz seines Erblindung am 22. Dezember 1888 zum Priester für das Erzbistum Udine geweiht werden. 1896 wurde er an das Priesterseminar in Udine als Professor berufen. Papst Pius X. ernannte ihn am 11. September 1911 zum Bischof von Nusco. Antonio Anastasio Rossi, Erzbischof von Udine, weihte ihn am 8. Dezember 1911 zum Bischof. Mitkonsekratoren waren Francesco Isola, Bischof von Concordia, und Giuseppe Foschiani, Bischof von Belluno e Feltre. Fünf Jahre später wurde er zum Apostolischen Administrator der Diözese Chioggia ernannt. Am 10. März 1919 ernannte Papst Benedikt XV. ihn zum Bischof von Concordia. Am 21. Juni 1940 erlitt er einen zweiten Schlaganfall, der seine pastorale und staatliche Tätigkeit endgültig ausschloss. Am 5. April 1944 ernannte der Heilige Stuhl daher Monsignore Vittorio D’Alessi zum Apostolischen Administrator der Diözese.